# Rochedos Buchino
Os Rochedos Buchino (em búlgaro:  скали Бучино, ‘Skali Buchino’ ska-'li 'bu-chi-no)  são um grupo de rochedos fora da costa norte da Ilha Greenwich nas Ilhas Shetland do Sul, Antártica situados 1,5 km (0,93 mi) a nordeste da Ilha Stoker,  1,6 km (0,99 mi) a sudeste da Ilha Romeo e  1,9 km (1,2 mi) a norte-noroeste dos Rochedos Tvarditsa.
Os rochedos receberam o nome dos assentamentos de Buchino, e Golemo (Grande) Buchino e Malo (Pequeno) Buchino na Bulgária ocidental.

## Localização
Os rochedos Buchino são localizados em 62° 23′ 25″ S, 59° 53′ 13″ O.  Foi feito um mapeamento búlgaro em 2009.

## Mapa
- L.L. Ivanov. Antártica: Ilha Livingston e Ilhas Greenwich, Robert, da Neve e Smith. Scale 1:120000 topographic map.  Troyan: Manfred Wörner Foundation, 2009.  ISBN 978-954-92032-6-4

## Ligações Externas
- Rochedos Buchino. SCAR Dicionário Geográfico Composto da Antártica.